# Erik Persson
Erik Persson (ur. 19 listopada 1909 w Sztokholmie, zm. 1 lutego 1989 tamże) – szwedzki piłkarz grający na pozycji napastnika.

## Kariera klubowa
Całą karierę piłkarską Erik Persson występował w AIK Fotboll. Z AIK dwukrotnie zdobył mistrzostwo Szwecji w 1932 i 1937. W 1939 był królem strzelców ligi szwedzkiej.

## Kariera reprezentacyjna
W reprezentacji Szwecji Persson zadebiutował 16 listopada 1930 w przegranym 1-4 towarzyskim meczu z Austrią. W 1936 Persson był w kadrze Szwecji na igrzyska olimpijskie w Berlinie. Wystąpił w jedynym meczu z Japonią, w którym zdobył obie bramki dla Szwecji.
W 1938 József Nagy, ówczesny selekcjoner reprezentacji Szwecji powołał Perssona na mistrzostwa świata. Na mundialu we Francji wystąpił tylko w meczu o trzecie miejsce z Brazylią. Ostatni raz w reprezentacji zagrał 14 czerwca 1939 w przegranym 0-1 meczu w Turnieju 50-lecia DBU z Norwegią. W latach 1930–1939 wystąpił w reprezentacji w 32 meczach, w których strzelił 20 bramek.
| Mecze i gole w reprezentacji | Mecze i gole w reprezentacji | Mecze i gole w reprezentacji | Mecze i gole w reprezentacji | Mecze i gole w reprezentacji | Mecze i gole w reprezentacji | Mecze i gole w reprezentacji |
| #                            | Data                         | Miasto                       | Przeciwnik                   | Gol                          | Wynik                        |                              |
| ---------------------------- | ---------------------------- | ---------------------------- | ---------------------------- | ---------------------------- | ---------------------------- | ---------------------------- |
| 1.                           | 16.11.1930                   | Wiedeń                       | Austria                      |                              | 1:4                          | towarzyski                   |
| 2.                           | 17.06.1931                   | Sztokholm                    | Niemcy                       |                              | 0:0                          | towarzyski                   |
| 3.                           | 27.09.1931                   | Oslo                         | Norwegia                     |                              | 1:2                          | Puchar Nordycki              |
| 4.                           | 16.05.1931                   | Sztokholm                    | Finlandia                    | Gol                          | 7:1                          | towarzyski                   |
| 5.                           | 25.09.1932                   | Norymberga                   | Niemcy                       | Gol                          | 3:4                          | towarzyski                   |
| 6.                           | 02.07.1933                   | Solna                        | Węgry                        | Gol                          | 5:2                          | towarzyski                   |
| 7.                           | 14.07.1933                   | Sztokholm                    | Finlandia                    |                              | 2:0                          | Puchar Nordycki              |
| 8.                           | 17.06.1934                   | Kopenhaga                    | Dania                        | Gol                          | 5:3                          | Puchar Nordycki              |
| 9.                           | 01.07.1934                   | Sztokholm                    | Norwegia                     |                              | 3:3                          | Puchar Nordycki              |
| 10.                          | 23.09.1934                   | Helsinki                     | Finlandia                    | Gol · Gol · Gol              | 4:5                          | Puchar Nordycki              |
| 11.                          | 12.06.1935                   | Sztokholm                    | Finlandia                    | Gol                          | 2:2                          | Puchar Nordycki              |
| 12.                          | 16.06.1935                   | Göteborg                     | Dania                        |                              | 3:1                          | Puchar Nordycki              |
| 13.                          | 30.06.1935                   | Sztokholm                    | III Rzesza                   |                              | 3:1                          | towarzyski                   |
| 14.                          | 01.09.1935                   | Sztokholm                    | Rumunia                      | Gol                          | 7:1                          | towarzyski                   |
| 15.                          | 22.09.1935                   | Oslo                         | Norwegia                     |                              | 2:0                          | Puchar Nordycki              |
| 16.                          | 10.11.1935                   | Solna                        | Francja                      |                              | 0:2                          | towarzyski                   |
| 17.                          | 17.11.1935                   | Bruksela                     | Belgia                       |                              | 1:5                          | towarzyski                   |
| 18.                          | 21.06.1936                   | Sztokholm                    | Szwajcaria                   |                              | 5:2                          | towarzyski                   |
| 19.                          | 05.07.1936                   | Göteborg                     | Norwegia                     |                              | 2:0                          | Puchar Nordycki              |
| 20.                          | 26.07.1936                   | Sztokholm                    | Norwegia                     | Gol · Gol                    | 3:4                          | towarzyski                   |
| 21.                          | 04.08.1936                   | Berlin                       | Japonia                      | Gol · Gol                    | 2:3                          | Igrzyska Olimpijskie         |
| 22.                          | 27.09.1936                   | Helsinki                     | Finlandia                    |                              | 2:1                          | Puchar Nordycki              |
| 23.                          | 17.05.1937                   | Solna                        | Anglia                       |                              | 0:4                          | towarzyski                   |
| 24.                          | 16.06.1937                   | Solna                        | Finlandia                    | Gol                          | 4:0                          | Puchar Nordycki, el. MŚ 1938 |
| 25.                          | 27.06.1937                   | Bukareszt                    | Rumunia                      |                              | 2:2                          | towarzyski                   |
| 26.                          | 19.09.1937                   | Oslo                         | Norwegia                     |                              | 2:3                          | Puchar Nordycki              |
| 27.                          | 03.10.1937                   | Solna                        | Dania                        | Gol                          | 1:2                          | Puchar Nordycki              |
| 28.                          | 19.06.1938                   | Bordeaux                     | Brazylia                     |                              | 2:4                          | Mistrzostwa Świata 1938      |
| 29.                          | 02.10.1938                   | Solna                        | Norwegia                     | Gol                          | 2:3                          | Puchar Nordycki              |
| 30.                          | 02.06.1939                   | Solna                        | Norwegia                     | Gol                          | 3:2                          | towarzyski                   |
| 31.                          | 09.06.1939                   | Solna                        | Finlandia                    | Gol · Gol · Gol              | 5:1                          | Puchar Nordycki              |
| 32.                          | 14.06.1939                   | Kopenhaga                    | Norwegia                     |                              | 0:1                          | Mecz 50-lecia DBU            |